# Stegana toyaensis
Stegana toyaensis är en tvåvingeart som beskrevs av Toyohi Okada och Vasily S. Sidorenko 1992. Stegana toyaensis ingår i släktet Stegana och familjen daggflugor. Inga underarter finns listade i Catalogue of Life.